# Salhia Brakhlia
Salhia Brakhlia, née le 13 mai 1986 à Condé-sur-l'Escaut, est une journaliste politique française.
Elle co-anime la matinale de France Info de 2020 à 2025 au côté de Marc Fauvelle, puis avec Jérôme Chapuis et Les Informés avec Renaud Dély.

## Biographie

### Enfance et formation
Salhia Brakhlia naît et grandit à Condé-sur-l'Escaut dans le Nord,. Ses parents, originaires d'Algérie, travaillent dans l'entreprise de transport qu'ils ont fondée. 
Elle étudie l’histoire et les sciences politiques à Paris-I une année durant puis rejoint les bancs de l’école de journalisme de Nice. En septembre 2007, elle décroche un stage au Grand Journal de Canal+, où elle établit les fiches biographiques des invités, puis rejoint Le Petit Journal en août 2008 après quelques piges.  

### 2015-2020: BFM TV etQuotidien
Elle quitte Canal+ à la rentrée 2015 et rejoint BFM TV, où elle poursuit le décryptage politique dans l'émission L’œil de Salhia Brakhlia,.
De juin 2018 à juin 2021, elle participe à l'émission Quotidien sur TMC comme journaliste reporter. 

### 2020-2025: journaliste politique et animatrice sur Franceinfo
À partir du 24 août 2020, la journaliste rejoint la radio France Info et conduit — avec Marc Fauvelle  jusqu'à l'été 2023, et depuis avec Jérôme Chapuis — l'interview politique du matin, le 8.30 de franceinfo, également diffusée sur la chaîne de télévision France Info. Elle reprend l'antenne à 9h15 avec Les Informés au côté de Renaud Dély. Elle reste présente dans la saison 5 de Quotidien pour intervenir dans une rubrique le vendredi qu'elle quitte définitivement en 2021.
En novembre 2022, elle coréalise le film documentaire Service Public dans lequel elle montre une année de coulisses de la matinale de France Info que, par ailleurs, elle coprésente. L'objectif est de mettre à bas la croyance de certains publics quant à une trop grande proximité qu’entretiendraient journalistes et personnalités politiques.
Ce film est présenté en avant-première du festival Medias en Seine.
Pendant l'été 2023, elle propose une série d'entretiens pour France Info intitulée Essentielles, qui donne la parole à des femmes de toutes catégories sociales exerçant des métiers utiles au quotidien. Seize portraits sont diffusés en podcast qui font l'objet d'un livre Essentielles, publié en novembre 2023.
Le 17 juin 2025 elle annonce, que faute d'accord avec sa direction quant à son avenir, elle quitte la station. Après qu'elle a présenté pendant cinq ans le 8.30 franceinfo et Les Informés du matin, Paul Larrouturou la remplace.
En août 2025, elle assure l'intérim de Caroline Roux sur France 5 C dans l'air.

## Filmographie
- 2022 : Service Public coréalisé avec Mouloud Achour
- 2024 : Service Public 2 coréalisé avec Mouloud Achour

## Publications
- Essentielles, Paris, Clique Editions, novembre 2023, 144 p. (ISBN 9782493865151)